# Навроцький Олексій Ігорович
Олексі́й І́горович Навро́цький (рос. Алексей Игоревич Навроцкий, * 17 червня 1958 р., Харків — † 28 листопада 2008 р., Харків) — український педагог, проректор Харківського національного університету ім. В. Н. Каразіна з організації навчально-виховного процесу, соціально-економічних та виробничих питань (1999—2008 рр.), завідувач кафедри політичної соціології (2007—2008 рр.), доктор соціологічних наук, професор.

## Біографія
Народився 17 червня 1958 р. у Харкові. Закінчив відділення «Психологія» Харківського державного університету імені М. О. Горького у 1982 р., у 1990 р. — аспірантуру на кафедрі соціології Харківського університету. Працював на кафедрі психіатрії Харківського інституту удосконалення лікарів (1982—1984 рр.), асистентом кафедри філософії Інституту комунального будівництва (1994—1990 рр.), директором соціологічного центру Харківського відділення Соціологічної асоціації України (1990—1991 рр.). З 1992 р. — доцент кафедри соціології соціологічного факультету ХДУ. У 1994—1999 рр. за сумісництвом директор Східноукраїнського фонду соціальних досліджень. З 1999 р. обіймав посаду проректора Харківського національного університету імені В. Н. Каразіна. З 2001 р. — професор кафедри соціології соціологічного факультету. У 2006 році захистив докторську дисертацію, професор соціології. З 2007 р. — завідувач кафедри політичної соціології соціологічного факультету Харківського національного університету імені В. Н. Каразіна.
Після тривалої хвороби помер 28 листопада 2008 р.

## Особисті відомості
Автор понад 60 публікацій. Відмінник освіти України.
Нагороджений Грамотою Головного управління освіти і науки Харківської обласної державної адміністрації (2002 р.), Грамотою Харківської облдержадміністрації (2004 р.), Грамотою Харківської обласної організації профспілки працівників освіти і науки України (2005 р.).